# Rosa María Britton

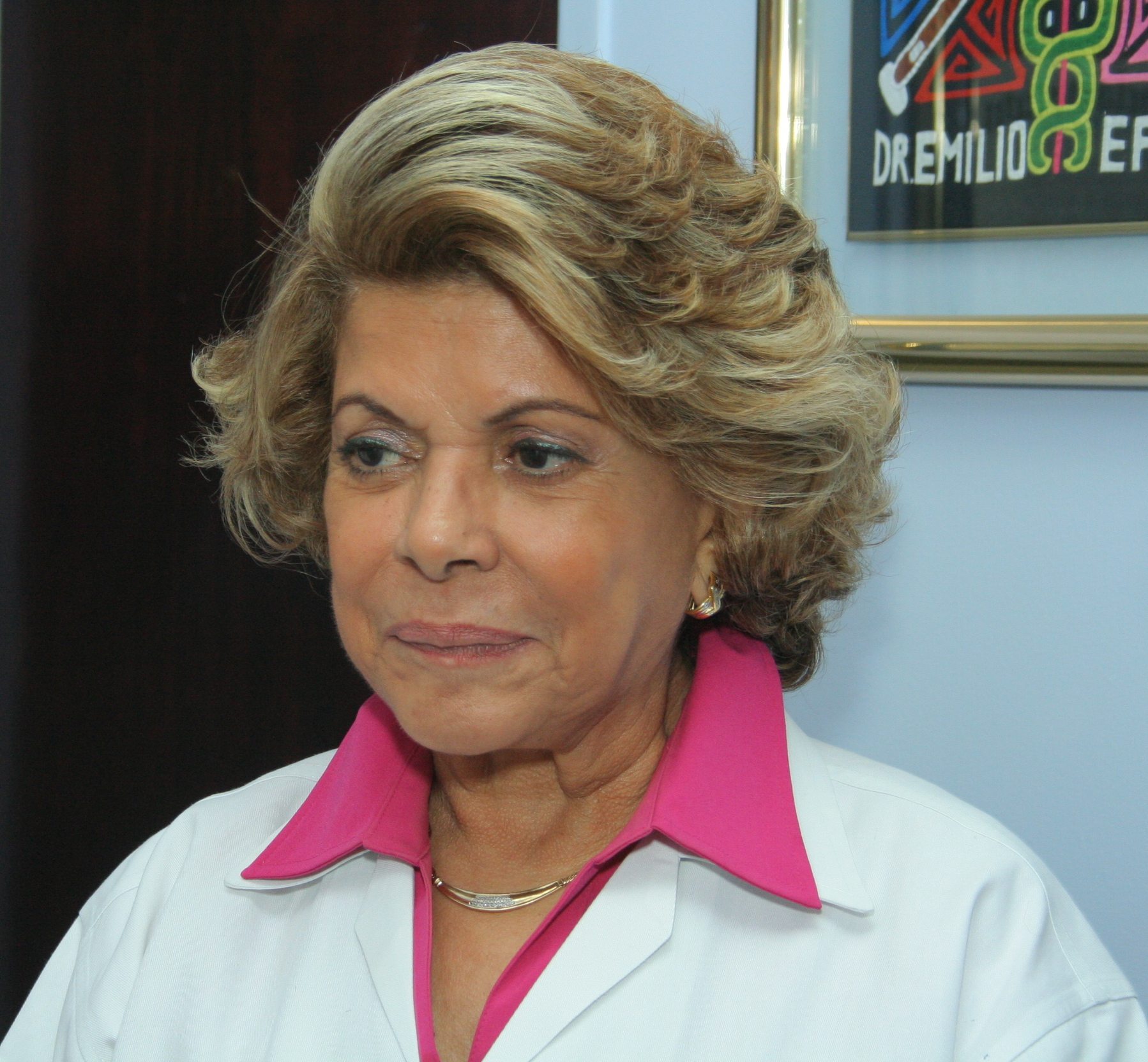
Rosa María Britton (2009)

Rosa María Crespo Justiniani de Britton (* 28. Juli 1936 in Panama-Stadt; † 16. Juli 2019) war eine auf Geburtshilfe und Onkologie spezialisierte Ärztin und Schriftstellerin aus Panama.

## Biografie
Brittons Vater war Kubaner und ihre Mutter kam aus Panama. Sie besuchte die Schule ihrer Heimatstadt und vollendete ihre Schulzeit in Havanna (Kuba). Anschließend studierte sie an der Universität Madrid Gynäkologie und Onkologie und wechselte später in diesen Fächern an das Kingston Jewish Medical Center in Brooklyn (New York).
Seit 1973 lebte sie in ihrer Heimatstadt Panama-Stadt. Sie machte sich neben ihrer Arbeit als Ärztin, Leiterin des nationalen onkologischen Instituts am Hospital Santo Tomás in Panama-Stadt, Vorkämpferin einer modernen Gesetzgebung für sexuelle und reproduktive Gesundheit sowie Funktionärin von Medizinerverbänden mit der Zeit auch einen Namen als Schriftstellerin.
Sie gewann viermal den Ricardo-Miró-Preis.
Darüber hinaus erlangte sie Bekanntheit in ihrem Kampf für Menschenrechte.
Rosa María Britton verstarb 82-jährig an den Folgen einer Brustfellkrebserkrankung sowie durch Atemwegsprobleme.

## Werke

### Romane
- El ataúd de uso, 1982, Panama.
- El Señor de las lluvias y el viento, 1984, Panama.
- No pertenezco a este siglo, 1991, Panamá.
- Todas íbamos a ser reinas, 1997, Kolumbien.
- Laberintos de orgullo, 2002, Costa Rica.
- Suspiros de fantasmas, 2005, Costa Rica.

### Erzählungen
- ¿Quién inventó el mambo? , 1985, Panama.
- La muerte tiene dos caras, 1987, Costa Rica.
- Semana de la mujer y otras calamidades,  1995, Spanien.
- La nariz invisible y otros misterios, 2001, Spanien.
- Historia de Mujeres Crueles, Editorial Alfaguara, 2011, Spanien. ISBN 978-9962-8968-1-4

### Theaterstücke
- Esa esquina del paraíso, 1986.
- Banquete de despedida, 1987.
- Los loros no lloran, 1994 (aufgeführt in Quetzaltenango, Guatemala).

## Auszeichnungen
- Ricardo-Miró-Preis

1982 – Roman: El ataúd de uso
1984 – Roman: El Señor de las lluvias y el viento
1985 – Novelle: ¿Quién inventó el mambo? 
1991 – Roman: No pertenezco a este siglo
- Walt-Whitman-Preis

1987 – Novelle: La muerte tiene dos caras